# Lex Plautia Papiria

La lex Plautia Papiria est une loi romaine, promulguée en 89 av. J.-C., des deux tribuns de la plèbe M. Plautius Silvanus et C. Papirius Carbo. 
Elle vise à mettre un terme à la Guerre sociale qui oppose Rome à ses alliés italiens qui réclament le droit de cité romain. Elle généralise les concessions antérieures formulées en 90 av. J.-C. dans la Lex Julia et accorde en principe le droit de cité à tous les Italiens au sud du Pô sans exception, sous les seules conditions d’avoir leur domicile légal en Italie et de venir se faire inscrire à Rome même par le préteur sous un délai de 60 jours. 
Cette loi donna satisfaction à la plupart des peuples italiens insurgés, tout en bénéficiant à ceux qui n'avaient pas pris part à la révolte (Etrusques, Ombriens). Son application pratique exigea encore des débats, pour décider dans quelles tribus romaines seraient inscrits les nouveaux citoyens. Les conservateurs (parti des optimates) voulurent les inscrire uniquement dans les quatre tribus urbaines, ce qui neutralisait l'influence des Italiens. Les progressistes (parti des populares) obtinrent que les inscriptions soient réparties sur l'ensemble des 35 tribus.